# مباركين (مقاطعة فامنين)
مباركين (بالفارسية: مبارکین) هي قرية تقع في قسم بيشخور الريفي (مقاطعة فامنين) في إيران. يقدر عدد سكانها بـ 109 نسمة بحسب إحصاء 2016.